# 18e étape du Tour d'Espagne 2011
La 18e étape du Tour d'Espagne 2011 s'est déroulée le jeudi 8 septembre 2011. Solares est la ville de départ et Noja est la ville d'arrivée. Il s'agit d'une étape de moyenne montagne sur 169,7 kilomètres. En juillet 2019, Cobo est déclassé pour dopage et perd tous ses résultats acquis sur la Vuelta 2011.
C'est la première que la ville de Noja, en Cantabrie, accueille une étape du Tour d'Espagne. Quatre cols sont concernés par le parcours, dont celui d'Alisas (es) qui est escaladé sur le versant opposé à la veille.

## Classement de l'étape
|    | Coureur            | Pays     | Équipe             | Temps | Temps           |
| -- | ------------------ | -------- | ------------------ | ----- | --------------- |
| 1  | Francesco Gavazzi  | Italie   | Lampre-ISD         | en    | 4 h 24 min 42 s |
| 2  | Kristof Vandewalle | Belgique | Quick Step         | +     | m.t.            |
| 3  | Alexandre Geniez   | France   | Skil-Shimano       |       | 10 s            |
| 4  | Nico Sijmens       | Belgique | Cofidis            |       | 10 s            |
| 5  | Matteo Montaguti   | Italie   | AG2R La Mondiale   |       | 10 s            |
| 6  | Volodymyr Gustov   | Ukraine  | Saxo Bank-SunGard  |       | 10 s            |
| 7  | Juan José Oroz     | Espagne  | Euskaltel-Euskadi  |       | 10 s            |
| 8  | Joaquim Rodríguez  | Espagne  | Team Katusha       |       | 10 s            |
| 9  | Robert Kišerlovski | Croatie  | Astana             |       | 10 s            |
| 10 | Francis De Greef   | Belgique | Omega Pharma-Lotto |       | 15 s            |

## Classement général
|     | Coureur               | Pays        | Équipe              |    | Temps          |
| --- | --------------------- | ----------- | ------------------- | -- | -------------- |
| dsq | Juan José Cobo        | Espagne     | Geox-TMC            | en | 74 h 4 min 5 s |
| 2   | Christopher Froome    | Royaume-Uni | Team Sky            | +  | 13 s           |
| 3   | Bradley Wiggins       | Royaume-Uni | Team Sky            |    | 1 min 41 s     |
| 4   | Bauke Mollema         | Pays-Bas    | Rabobank            |    | 2 min 05 s     |
| 5   | Denis Menchov         | Russie      | Geox-TMC            |    | 3 min 48 s     |
| 6   | Maxime Monfort        | Belgique    | Team Leopard-Trek   |    | 4 min 13 s     |
| 7   | Vincenzo Nibali       | Italie      | Liquigas-Cannondale |    | 4 min 31 s     |
| 8   | Jurgen Van den Broeck | Belgique    | Omega Pharma-Lotto  |    | 4 min 45 s     |
| 9   | Daniel Moreno         | Espagne     | Team Katusha        |    | 5 min 20 s     |
| 10  | Mikel Nieve           | Espagne     | Euskaltel-Euskadi   |    | 5 min 33 s     |

## Classements annexes

### Classement par points
|     | Cycliste          | Pays     | Équipe   | Points |
| --- | ----------------- | -------- | -------- | ------ |
| 1   | Joaquim Rodríguez | Espagne  | Katusha  | 106    |
| 2   | Bauke Mollema     | Pays-Bas | Rabobank | 101    |
| dsq | Juan José Cobo    | Espagne  | Geox-TMC | 92     |

### Classement du meilleur grimpeur
|     | Cycliste         | Pays    | Équipe           | Points |
| --- | ---------------- | ------- | ---------------- | ------ |
| 1   | David Moncoutié  | France  | Cofidis          | 63     |
| 2   | Matteo Montaguti | Italie  | AG2R La Mondiale | 56     |
| dsq | Juan José Cobo   | Espagne | Geox-TMC         | 42     |

### Classement du combiné
|     | Cycliste           | Pays        | Équipe   | Points |
| --- | ------------------ | ----------- | -------- | ------ |
| dsq | Juan José Cobo     | Espagne     | Geox-TMC | 7      |
| 2   | Christopher Froome | Royaume-Uni | Sky      | 14     |
| 3   | Bauke Mollema      | Pays-Bas    | Rabobank | 16     |

### Classement par équipes
|   | Équipe            | Pays       | Temps | Temps             |
| - | ----------------- | ---------- | ----- | ----------------- |
| 1 | Geox-TMC          | Espagne    | en    | 221 h 46 min 10 s |
| 2 | Team Leopard-Trek | Luxembourg | +     | 10 min 19 s       |
| 3 | Euskaltel-Euskadi | Espagne    |       | 17 min 56 s       |

## Abandons
- Oliver Zaugg (Team Leopard-Trek) : non-partant
- Ángel Madrazo (Movistar) : abandon